# Огдемир
Огдемир (біл. Агдэмер) — село в Білорусі, у Дорогичинському районі Берестейської області. Орган місцевого самоврядування — Дорогичинська сільська рада.

## Географія
Розташоване за 12 км на схід від Дорогичина.

## Історія

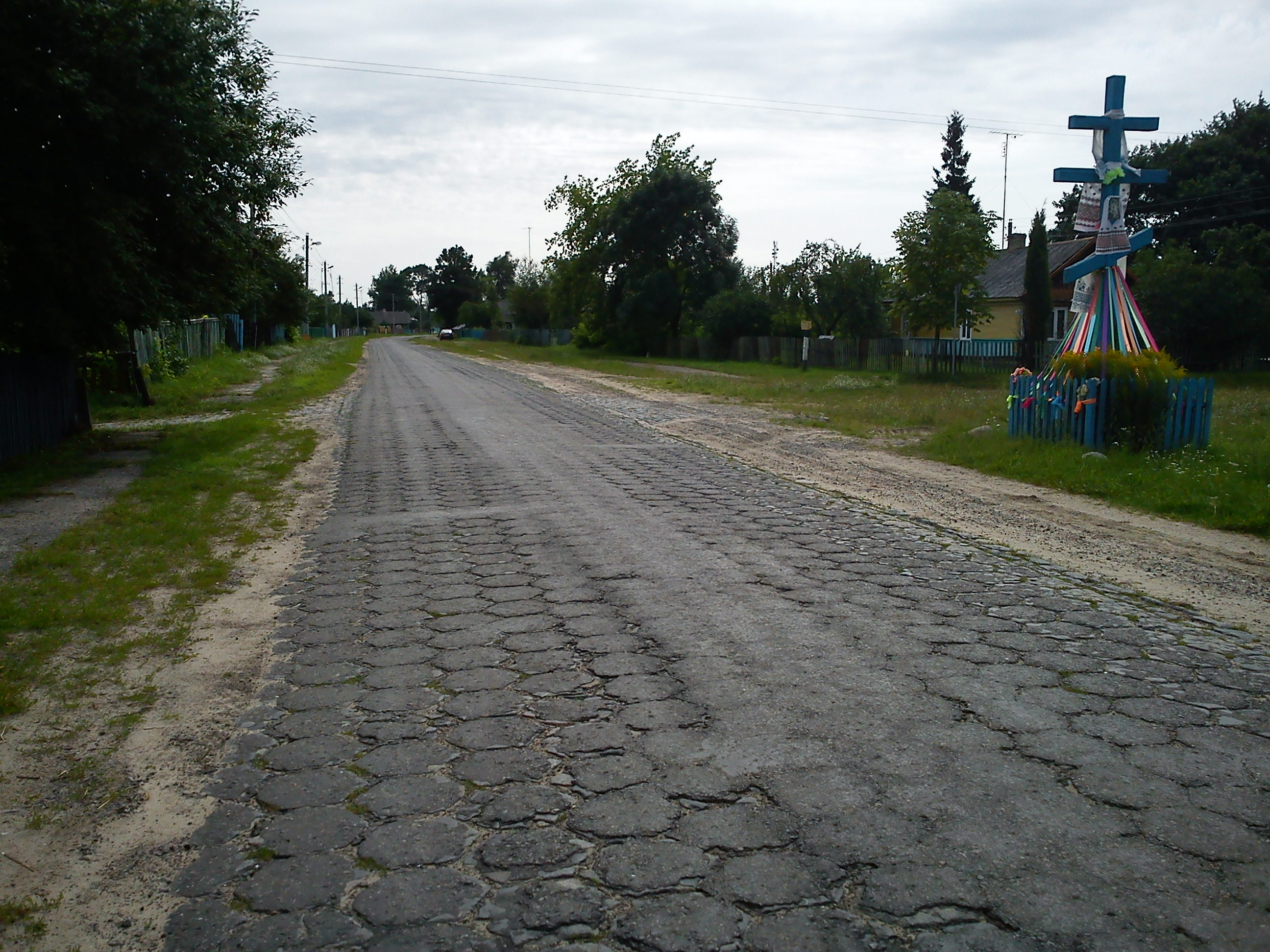
Головна вулиця Огдемира, вимощена трелінкою

Вперше згадується 1630 року як «Ідемер», у 1770 році згадується як «Гдемер», нинішня назва відома з 1870 року.
За однією з версій, назва цього села, як і деяких інших поселень, походило від германських племен — готів — у III столітті. За іншою версією, ім'я з'явилося випадково, коли представник знатної родини, яка подорожувала Поліссям, захворів. Перед смертю він здивовано озирнувся і сказав: «О, де помер». Після його смерті в цьому місці була побудована каплиця, навколо якої почали селитися поліщуки.
На карті 1750 року дорога, яка проходила через село, була вказана як стежка, оскільки село було добре розташоване та привернуло увагу знаті. 1860 року існували дві садиби, які отримали назву «Огдемир-1» і «Огдемир-2». Власниками маєтків були пан Заблодський та пані Куровська.
Селом володіли Круковський, Тарновський, Дубенецький, Залевський. 1857 року село належало до Варацевицької волості Кобринського повіту Гродненської губернії.
Рекорд за кількістю населення Огдемира в історії був встановлений згідно з переписом 1905 року, коли в селі проживало 573 людини. У селі діяла початкова школа. Однак після Першої світової війни, коли більшість жителів залишили село, їх кількість у селі зменшилась у 2 рази і складалася лише із жителів села, які мали власні земельні ділянки та повертались до села.
У 1921—1939 роках — село Варацевицької гміни Дорогичинського повіту Поліського воєводства Польщі. У період входження до міжвоєнної Польщі мешканці села безуспішно зверталися до польської влади з проханням відкрити в Огдемирі українську школу.
З 1939 року — у Дорогичинському районі Пінської області БРСР. З 1940 року — центр Огдемирської сільської ради Дорогичинського району Пінської області. З 1954 р. — у Берестейській області, з 16 липня 1954 до 17 вересня 2013 року — у складі Гутської сільської ради.

## Населення
За переписом населення Білорусі 2009 року чисельність населення села становила 208 осіб.